# Roseau
Roseau este capitala și cel mai mare oraș al statului Dominica, cu o populație de 16.582 de locuitori. E situat în partea de vest a țării. 
Este o mică și compactă așezare urbană, în parohia Saint George și înconjurată de Marea Caraibilor, râul Roseau și Morne Bruce. 
Este cea mai mică și cea mai importantă așezare urbană de pe insula Dominica.